# Carta de Elcano
La denominada carta de Juan Sebastián Elcano a Carlos I, o carta de Elcano, son en realidad dos documentos escritos por el marinero Juan Sebastián Elcano el 6 de septiembre de 1522, dirigidos al rey Carlos I de España. Se trata por un lado de una epístola o aviso de llegada escrita la intención de informar al rey de que la expedición de Magallanes-Elcano de la cual formaba parte Elcano, había regresado a la península; y por otro lado de un memorial en el que Elcano le pide al rey una compensación por sus servicios.
El documento manuscrito original del memorial de petición de mercedes, que se creía perdido hasta el año 2016, fue hallado junto a otros siete documentos oficiales del archivo de Elcano en la torre de Laurgain de la localidad guipuzcoana de Aya. Estas cartas son parte de los denominados papeles de Laurgain, que forman parte del Archivo Histórico de Euskadi situado en Bilbao. Hasta la fecha del hallazgo la única evidencia de la correspondencia escrita por Elcano en el momento de su llegada a Sanlúcar de Barrameda el 6 de septiembre de 1522 eran las distintas copias del aviso de llegada, pero no se tenía ninguna constancia fehaciente de la segunda carta de petición de mercedes. El cronista Antonio de Herrera y tordesillas relató en su obra Décadas de Herrera (1601) que Elcano «avia escrito al rey dando aviso de su llegada y suplicando que se le hiziesse alguna merced». El hecho de que Herrera mezclara los mensajes de las dos cartas en uno, es probablemente el origen de la confusión que se da en algunas ocasiones al nombrar las dos cartas escritas por Elcano como si fueran una sola. Elcano escribió una tercera carta en respuesta a la petición de Carlos I de un expediente del viaje, de la cual solo se conoce en parte su existencia.

## La epístola o aviso de llegada
De esta epístola se conservan cuatro copias coetáneas a la carta original, pero no la manuscrita por el propio Elcano.
La última en aparecer, de cuyo origen se desconoce, fue adquirida el 29 de octubre de 2014 por el Ministerio de Cultura para el fondo del Archivo General de Indias de Sevilla; el cual pagó por ella 20.000 euros en una subasta.
Las otras tres copias se conocen por lo menos desde el siglo XIX, y las tres se encuentran en Italia. Una de ellas en fondo Magliavechiano (XIII, 81, c.93) de la Biblioteca Nazionale Centrale de Florencia; adquirida en 1784, a la muerte de su último propietario Pedro Leopoldo gran duque de Toscana. La segunda se encuentra en la Biblioteca Marciana de Venecia (Manoscritti Italiani, Classe XI, nº CXLIII-6676, folios 14 a 17) y fue escrita a fecha de 24 de septiembre de 1522 por el diplomático Gasparo Contarini, representante del Dux de Venecia Antonio Grimani. La tercera se encuentra en el archivo de Módena, enviada a Alfonso I de Este duque de Ferrara por el embajador de España, Benedetto Fantini, con fecha de 27 de octubre de 1522.

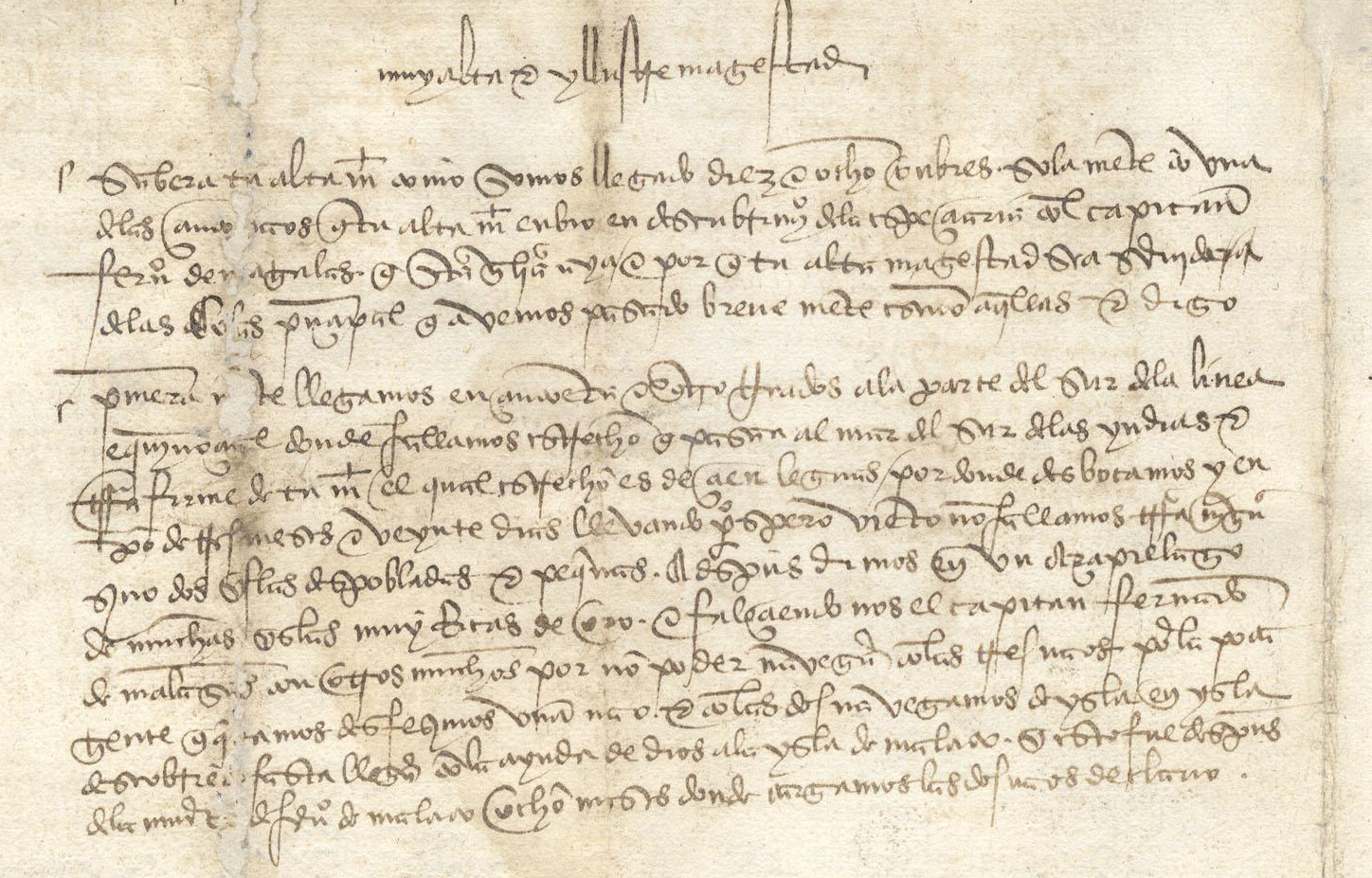
Inicio de la notificación de la llegada de la expedición, escrita por Juan Sebastian Elcano al emperador Carlos I el 6 de septiembre de 1522.

### Contenido de la epístola
[...] y mas sabra su Alta majestad lo que en mas avemos de estimar y temer es que hemos descubierto e redondeado toda la redondeza del mundo, yendo por el occidente e viniendo por el oriente
parte de la carta de Juan Sebastián Elcano a Carlos I

La epístola consiste en un texto de un folio, breve y conciso, dirigido a Carlos I; que se encontraba en Valladolid con la Corte. Describe la aventura de la primera vuelta al mundo de la expedición de Magallanes-Elcano que partió de Sevilla en 1519 en busca de las islas Molucas, resumiendo el derrotero que tomaron, así como la muerte de Magallanes. Termina haciendo una súplica al emperador para que mediara la liberación de los 13 marineros apresados por los portugueses en Cabo Verde.
La respuesta de Carlos I pidiendo la comparecencia de Elcano junto a dos marineros de la expedición está escrita en puño y letra por el secretario real Francisco de los Cobos en fecha de 11 de septiembre, y también se conserva en el expediente del Archivo de Laurgain. Desde el puerto de desembarco Elcano llegó Valladolid a principios de octubre, donde presentó al rey las especies que pagaron con creces el coste de la expedición, la información que había aportado la expedición sobre las rutas comerciales circunnavegables, y sobre los regalos que trajeron de la expedición; entre los que se encontraban varios indígenas secuestrados como esclavos durante el viaje, pájaros raros y otros regalos de los reyes de los distintos países que habían visitado, junto a sus firmas.

## El memorial de petición de mercedes
El memorial consiste en un texto escrito entre septiembre y octubre de 1522 en el que Elcano elabora una lista de peticiones como recompensa por los servicios prestados a la corona. Incluye la contestación del secretario del rey Francisco de los Cobos escrita al margen de la misma.
La carta original junto con los objetos personales y los otros documentos del archivo personal de Elcano, una vez fallecieron sus dos hijos ilegítimos, pasaron a ser propiedad de la madre de Elcano, Catalina del Puerto, y se remitieron a Guetaria. Posteriormente el General getariano Antonio de Urquiola y Gorostiaga (1536-1600), sobrino transversal de los Elcano, recibió la herencia. Estos documentos se conservaron en la torre familiar, y debido a que la familia directa de Elcano se extinguió en el último tercio del XVI en diferentes momentos durante los siglos XVI y XVII los vecinos del pueblo se disputaron la posesión de sus bienes.
En septiembre de 1735 el teniente de navío Joaquín de Lardizábal y Vicuña (1709 – 1775) se casó con la propietaria de la herencia de Elcano, doña  Juana Bautista de Amézqueta Laurgain (1716 – 1791), y la herencia pasa a ser custodia de la familia Lardizabal. Algunos de los documentos recopilados por el historiador Martín Fernandez Navarrete en el libro Colección de documentos para la historia de España de 1842, como las cartas originales que el rey Carlos I mandó enviar como respuesta a las peticiones de Elcano, se encuentran en el archivo del Instituto Hidrográfico de la Marina, que heredó el fondo archivístico del antiguo Depósito Hidrográfico de Madrid; donde se encontraban anteriormente. Estas cartas, antes de llegar al Depósito Hidrográfico, habían estado en posesión de Miguel de Lardizabal, heredero de la casa y hacienda de Juan Sebastian del Cano y ministro universal de Indias a partir de 1814.

### Contenido del memorial

Escudo de armas de Juan Sebastián Elcano con dos ramas de canela cruzadas tres nueces moscadas y doce clavos de especias.

Elcano pidió en el memorial diversos favores de los cuales solo algunos le fueron concedidos por el monarca. Las recompensas que pidió fueron su nombramiento como caballero de la Orden de Santiago, la capitanía de las futuras armadas que se enviasen a las Molucas, así como una fortaleza de su propiedad en las propias islas, y un permiso para poder llevar armas. También implora al rey para que emprenda las acciones necesarias para liberar a los 13 marineros capturados en Cabo Verde por los portugueses (entre ellos un niño), y pide ayuda económica para varios amigos y familiares.
El rey le denegó estos favores, pero como pago por sus servicios le concedió un escudo de armas cuyos cuarteles aludían a varias circunstancias del viaje (dos ramas de canela cruzadas tres nueces moscadas y doce clavos de especias), y cuya cimera era un globo terráqueo con la inscripción Primus circumdedisti me; y una pensión de 500 ducados de oro anuales, que nunca llegaría a percibir debido a su muerte durante la expedición Loaísa. Por otro lado le concedió también un perdón real por la venta ilegal de una de las naves de la expedición.
La carta también incluye, al margen, la contestación manuscrita del secretario real Francisco de los Cobos con fecha del 5 de noviembre de 1522, por lo que Elcano escribió la carta entre septiembre y octubre de 1522.